# Molophilus ngernka
Molophilus ngernka là một loài ruồi trong họ Limoniidae. Chúng phân bố ở miền Australasia.